# Remo Franceschelli
Remo Franceschelli (Pizzale, 14 gennaio 1910 – Milano, 17 ottobre 1992) è stato un giurista e avvocato italiano.

## Biografia

### Studi
Nasce a Pizzale (Pavia), dove il padre Vincenzo, bolognese di origine, è capostazione. Svolge gli studi classici al liceo-ginnasio di Voghera e viene quindi ammesso al Collegio Ghislieri per studenti universitari di Pavia. Come alunno del Collegio, frequenta la Facoltà di Giurisprudenza dell'Università di Pavia, dove si laurea con pieni voti e lode il 9 luglio 1932. La tesi di laurea, primo studio italiano dedicato all'istituto anglosassone del trust, viene poi rielaborata e pubblicata come volume dalla Cedam di Padova nel 1935.

### Attività accademica
Nel 1936, viene abilitato alla libera docenza in diritto civile e, dal 1º novembre 1935 al 1º dicembre 1939, è docente incaricato presso l'Università commerciale Luigi Bocconi di Milano, dove collabora con Angelo Sraffa, titolare della cattedra di diritto commerciale. Nel 1939, sempre presso la Cedam, pubblica un volume sui consorzi industriali, che influenza direttamente la stesura delle norme del codice civile dedicate ai consorzi.
Nel 1939, all'età di 29 anni, vince il concorso per la cattedra di diritto commerciale. Insegna a Perugia e Parma, dove viene nominato professore ordinario il 1º dicembre 1942. Durante la seconda guerra mondiale, presta il servizio militare con il grado di capitano. Non trascura tuttavia l'approfondimento scientifico e, nel 1943, in pieno conflitto bellico, pubblica L'imprenditore nel nuovo codice, tra le prime opere ad affrontare lo studio della nuova figura dell'imprenditore delineata dal codice civile del 1942. Dell'opera esce una seconda edizione nel 1944, con l'aggiunta di un capitolo preliminare nel quale viene delineata la summa divisio personarum alla base del diritto commerciale, individuata nella diversa posizione rispetto ai beni - statica e dinamica - di proprietario e imprenditore.
Da questo momento si dedica allo studio della concorrenza in tutti i suoi aspetti, individuando nel monopolio l'elemento comune alla base di ogni privativa industrialistica (brevetto per invenzione, marchio d'impresa, modello, ecc.) e del diritto d'autore. Su queste basi, elabora lo studio del diritto industriale, che egli è chiamato ad insegnare come ordinario presso l'Università degli Studi di Milano dal 1952 al 1959. Frutto di questi studi è il Trattato di diritto industriale - Parte Generale (1960), in due volumi e, ancor prima, la Rivista di diritto industriale, fondata nel 1952 e diretta fino al 1992, anno della morte, in cui si segnala l'introduzione al primo numero, nel quale egli delinea programmaticamente il perimetro della materia, includendovi anche lo studio della pubblicità commerciale.
Dal 1960, è titolare della cattedra di diritto commerciale, sempre presso l'Università degli Studi di Milano, di cui è anche preside dal 1972 al 1974; nel 1961 fa anche da relatore ad un giovane Silvio Berlusconi, con una tesi di laurea dal titolo Il contratto di pubblicità per inserzione. Nel 1974, viene chiamato all'Università degli Studi di Roma "La Sapienza", dove, nel 1980, chiude la carriera di insegnamento.
Il 20 ottobre 1992, il quotidiano Corriere della Sera, nell'annunciarne la morte come "una grave perdita per la città di Milano", ne pubblica una breve biografia, ricordando in particolare "i suoi interventi nell'infuocata aula 201" dell'Università degli Studi di Milano durante gli anni della contestazione studentesca, nel tentativo di "frenare gli eccessi dell'ultrasinistra e dei neofascisti".

### Attività professionale
Avvocato del Foro di Milano, esercita la libera professione per oltre 55 anni (dal 1936 al 1992), specializzandosi nei campi del diritto civile, del diritto commerciale e del diritto industriale. Nel 1977, patrocina dinanzi alla Corte Costituzionale la questione di legittimità riguardante l'art. 14 Legge Invenzioni, che fino a quel momento escludeva dalla brevettazione i medicamenti di qualsiasi genere e i processi per la loro produzione. La questione di legittimità, ritenuta fondata dalla Corte nella storica sentenza n. 20 del 1978, aprirà la strada alla piena parificazione, ai fini del riconoscimento della tutela brevettuale, tra le invenzioni farmaceutiche e quelle conseguite in altri settori dell'industria.

### La Scuola
Sotto il magistero di Remo Franceschelli, si sono formati innumerevoli giuristi, molti dei quali divenuti insigni studiosi nelle materie del diritto commerciale e industriale. Tra questi, senza alcuna pretesa di esaustività, rammentiamo: Giannantonio Guglielmetti, Pier Giusto Jaeger, Giuseppe Sena, Luigi Sordelli e numerosi altri.
Nel 1983, l'Istituto di diritto commerciale e industriale della Facoltà di Giurisprudenza dell'Università degli Studi di Milano gli dedica il volume Studi in onore di Remo Franceschelli - Sui brevetti di invenzione e sui marchi, con contributi di molti degli allievi formatisi sotto il suo insegnamento e di amici giuristi, italiani e stranieri.

## Onorificenze
Remo Franceschelli è stato insignito, il 2 giugno 1974, della Medaglia d'oro ai benemeriti della scuola della cultura e dell'arte.

## Opere
Oltre ai volumi sopra ricordati, è autore di numerose monografie in tema di diritto industriale e commerciale. Tra queste si ricordano: Consorzi per il coordinamento della produzione e degli scambi (Bologna - Roma, 1970), riedizione completamente rifatta del volume sui consorzi del 1939, pubblicata nel Commentario del codice civile a cura di Antonio Scialoja e Giuseppe Branca (una nuova edizione è stata pubblicata nel 1992); Studi riuniti di diritto industriale (Milano, 1959), riedito nel 1992 con l'aggiunta di nuovi studi; Sui marchi d'impresa (Milano, 1964), più volte ristampato e giunto, nel 1988, alla quarta edizione; Dal vecchio al nuovo diritto commerciale - Studi (Milano, 1970); Trattato di diritto industriale - Parte generale (Milano, 1973); Studi e capitoli sul diritto della concorrenza (Milano, 1974); Scritti civilistici e di teoria generale del diritto (Milano, 1975).